# Magdeburg-Kaserne

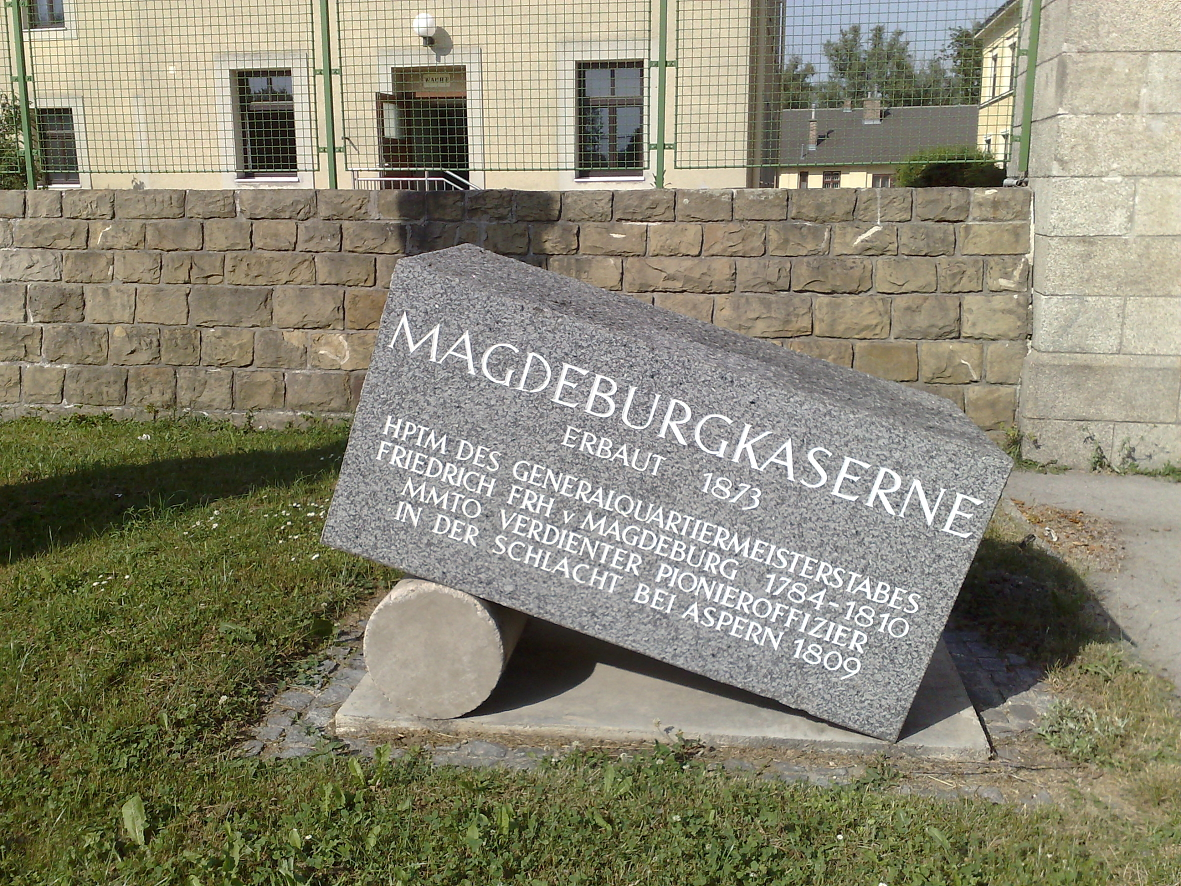
Der Gedenkstein an den Namensgeber der Magdeburg-Kaserne beim Eingang der Kaserne

Die Magdeburg-Kaserne war eine Kaserne des österreichischen Bundesheeres in Klosterneuburg in Niederösterreich. Sie ist nach dem Hauptmann Friedrich Freiherr von Magdeburg (1784–1810) benannt, dem 1809 die Zerstörung einer französischen Donaubrücke gelang und damit wesentlich zum Sieg über Napoleon Bonaparte in der Schlacht bei Aspern beitrug.

## Geschichte
Im Jahre 1763 wurde in Klosterneuburg eine Schiffswerft errichtet, 1766 Pontoniere – zum Brückenschlagen bestimmte Pioniere – im heutigen Martinschlössl stationiert.
Als man im Jahre 1767 in Klosterneuburg ein Pontonierbataillon neu aufstellte, wurde den Pionieren auch der Aufgabenbereich des Kriegsdienstes auf der Donau übertragen. Das erwähnte Bataillon sollte in weiterer Folge nicht nur den allgemeinen Wasserdienst betreiben, sondern Fregatten, Tschaiken sowie Transportschiffe auf der Donau sowohl im Frieden als auch im Krieg für militärische Zwecke bedienen und dafür auch ausgebildet werden. Damit fand eine Teilstreitkraft Eingang in das allgemeine österreichische Heeresgefüge, welches bereits auf eine mehrhundertjährige Tradition zurückblicken konnte. 
1802 wurde in Verfolgung des Zieles, Offiziere und Unteroffiziere für den Bau von Pontonbrücken sowie zur Bedienung von Wasserfahrzeugen auszubilden, in der Garnison Klosterneuburg eine Pontonierschule zur Weiterbildung junger Offiziere und Kadetten gebildet. Das war der Beginn der Schultradition in Klosterneuburg.
Die Heeresreform 2012 beendet die Geschichte der ältesten Pioniergarnison Österreichs.

## Pioniertruppenschule

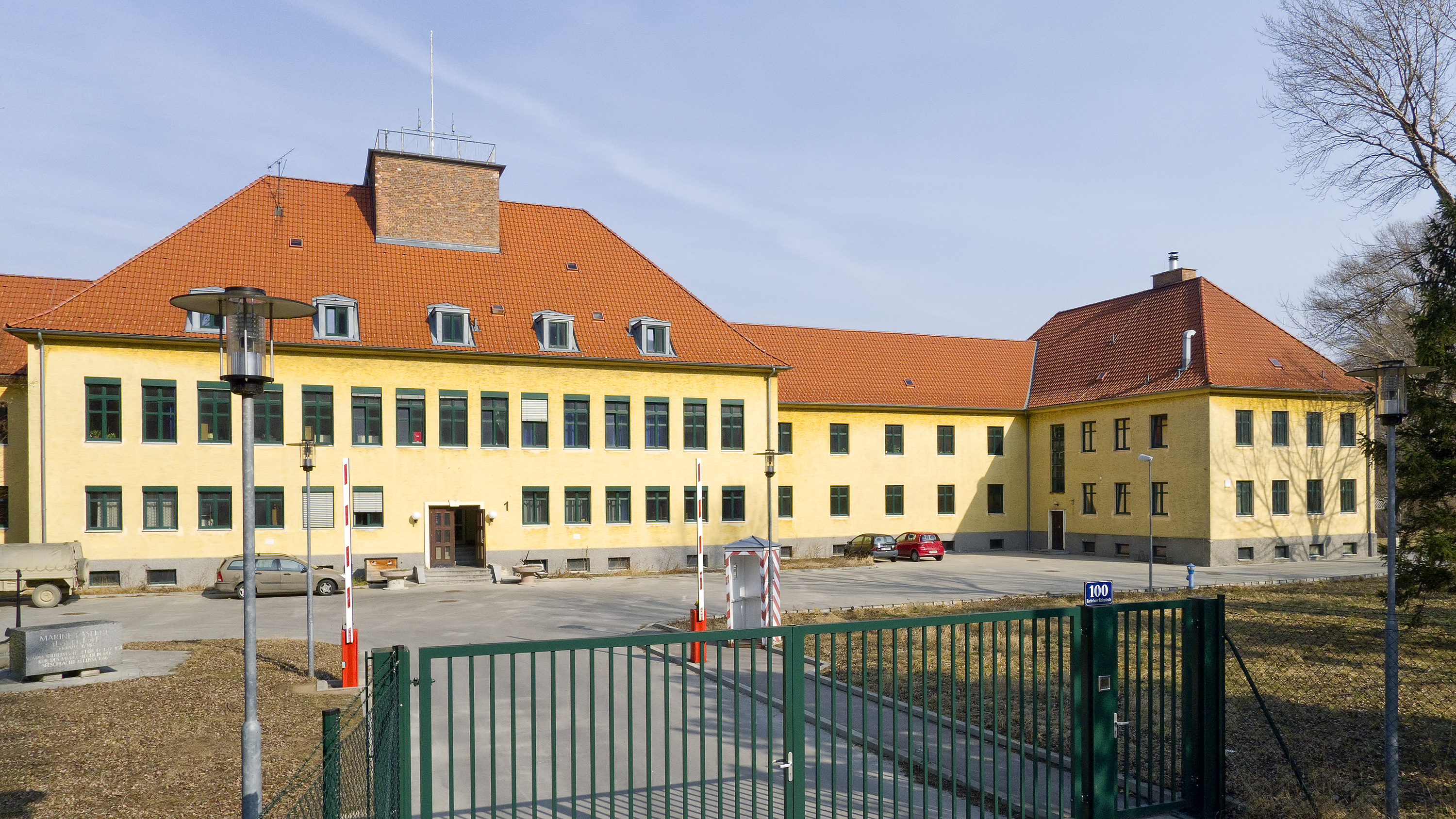
Die Marinekaserne Tegetthoff in der Kuchelau

Im Zuge der Neuformierung des österreichischen Bundesheeres nach dem Staatsvertrag vom 15. Mai 1955 war die Aufstellung einer zentralen Ausbildungsstätte für die Pioniertruppe zwingend notwendig geworden. Nach personellen Vorbereitungen wurde die Errichtung der Pioniertruppenschule am 20. September 1956 in Klosterneuburg in den Gebäuden der ehemaligen technischen Zeuganstalt in der Magdeburgkaserne befohlen. Seit 1956 war in der Kaserne die Pioniertruppenschule PiTS untergebracht. In die am 13. Juli 1959 frei gewordene Marinekaserne Tegetthoff in der Kuchelau wurde die Lehrabteilung der Pioniere verlegt. Am 31. Dezember 2013 wurde die Kaserne vom Bundesheer aufgelassen.

## Nachnutzung
Vom 1. Dezember 2014 bis 31. Mai 2015 diente die Kaserne als Betreuungsstelle zur Versorgung der Grundbedürfnisse von Asylwerbern. Bei der Versteigerung zu Beginn 2015 erhielt das Stift Klosterneuburg den Zuschlag. Geplant ist dabei, gemeinsam mit der Stadt Klosterneuburg auf dem Areal eine Siedlung mit der gesamten Infrastruktur zu errichten, seit spätestens 2018 unter dem Namen Pionierviertel.

## Pioniermuseum
Das Pioniermuseum verdankt seine Entstehung dem Erzherzog Karl von Österreich-Teschen, dem Sieger von Aspern und Reorganisator der alten Kaiserlichen Armee. Es wurde als Modell- und Lehrmittelsammlung für die Heranbildung der Offiziere des Pioniercorps und späteren Pionierregimentes in Klosterneuburg geschaffen. Nach der Schließung der Kaserne wurde die Lehrsammlung – bekannt als Pioniermuseum Klosterneuburg – geschlossen und aufgelöst.
Der Großteil des Inventars wurde in das Heeresgeschichtliche Museum übertragen; die umfangreiche Privatsammlung von Carl Kohoutek und Adolf Krenn wurden von den „Freunden und Förderern des Stadtmuseums“ für das Stadtarchiv und das Stadtmuseum Klosterneuburg erworben.

## Traditionstag der Pioniertruppenschule
Am 20. Juli 1968 wurde der 1. Traditionstag der Pioniertruppenschule mit einer Kranzniederlegung auf der Donau würdig begangen. Dieser 20. Juli sollte jährlich an die siegreiche Schlacht bei Lissa im Jahre 1866 erinnern.

## Beschreibung

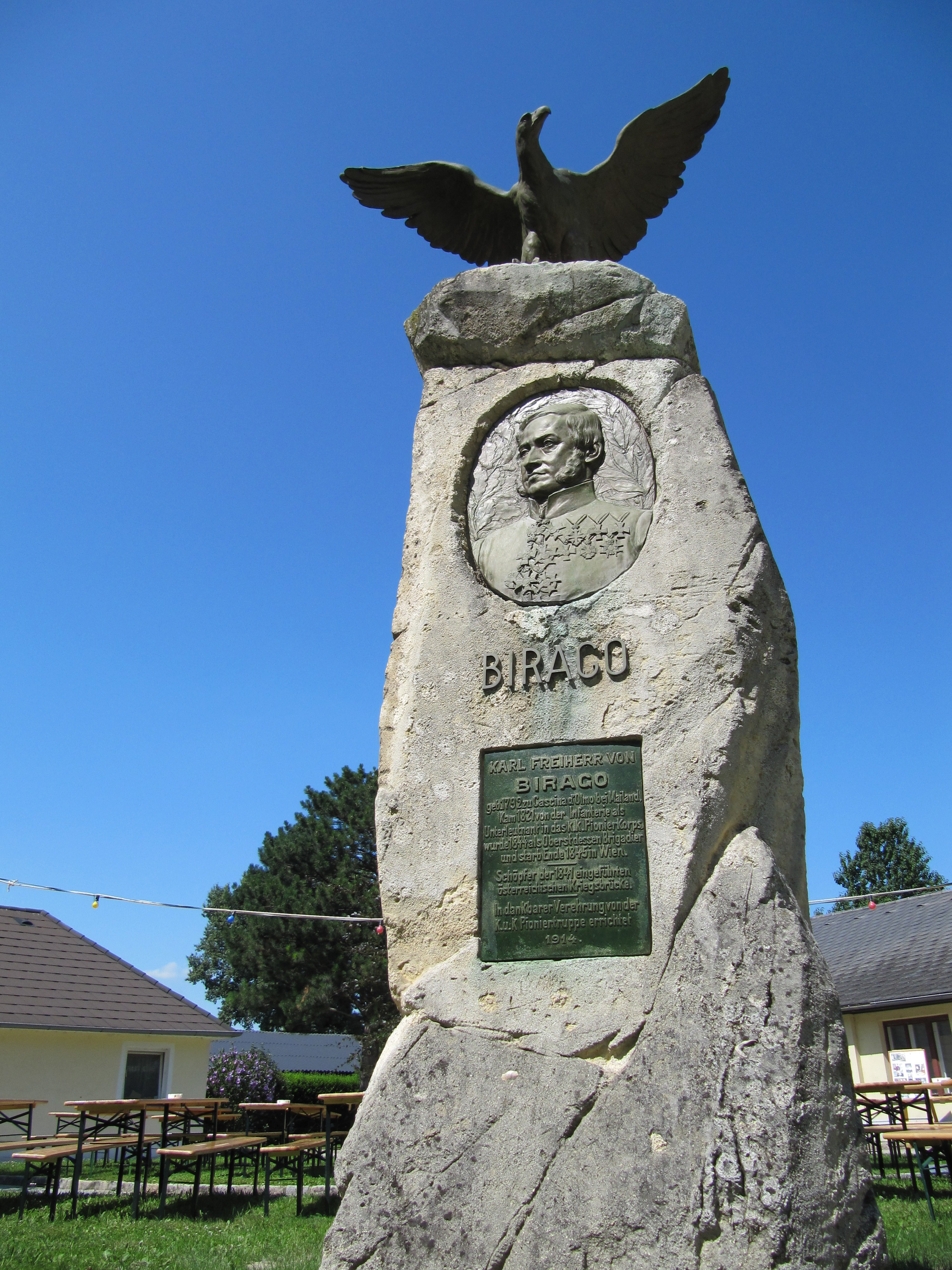
Der Gedenkstein an Karl Freiherr von Birago

Die Kaserne wurde 1873 als Pionierzeugdepot errichtet. In den Jahren 1883 bis 1899 und 1913 wurde sie erweitert. Die mehrtraktiger Gebäudekomplex ist nach einem Pavillonssystem errichtet, wobei die Gebäude meist zwei- bis dreigeschoßig sind.
Vor dem Eingang befindet sich ein Gedenkstein an den Namensgeber in Form eines rechteckigen Granitsteins und vis-a-vis dem Eingang ein Gedenkstein mit Porträtmedaillon und bekröntem Adler über Karl Freiherr von Birago, der ein österreichischer Militäringenieur und Erfinder des nach ihm benannten Brückensystems war.